# Rick J. Jordan
Rick J. Jordan (polgári nevén Hendrik Stedler, újabb művésznevén Rick Jordan) (Hannover, 1968. január 1. –) német zeneszerző, producer. A német Scooter együttes zeneszerzőjeként és vokalistájaként aratta legnagyobb sikereit.

## Élete
Ötéves korában kezdett el zongorázni, amelyhez rendkívüli tehetsége volt. Iskoláit Hannoverben, szülővárosában végezte, és az érettségi előtt döntötte el, hogy csakis a zenével fog foglalkozni. Ennek megfelelően hangmérnöki képesítést szerzett.
Karrierjének kezdete 1983-ban a "Die Matzingers" nevű iskolai zenekar volt, ahol hangmérnök és zongorista volt (ő rögzítette a "Neandertal" címen kézen-közön terjesztett kazettájukat), majd más hannoveri zenekarokhoz csapódott. Ekkoriban ismerte meg későbbi feleségét, Nicole Sukart, aki a Crown of Creation énekesnője volt (mely a Die Matzingers leszármazottjaként működött). Három évvel később, 1986-ban egy újsághirdetésre jelentkezett ("Énekes billentyűst keres"), melyet H.P. Baxxter adott fel egy helyi lapban (ebben az időben Hannoverben élt a nővérével együtt). Közösen megalapították a Celebrate the Nun nevű new wave-szintipop együttest. Szolid sikereket értek el, bár mindössze csak két albumot rögzítettek. 1991-ben feloszlott a zenekar, ekkor Rick létrehozta saját hangmérnöki stúdióját. Kisebb projektekben is szerepet vállalt, többek között leendő felesége zenekarának, a Crown of Creation-nek is segített. 1993-ban H.P. Baxxter ismét megkereste azzal, hogy remixet kellene készíteniük egy dalhoz az Edel Records kérésére, és a korábbi munkakapcsolatot szeretné feleleveníteni. Ekkor alakult meg a The Loop! remixcsapat, melyben H.P. unokatestvére, Ferris Bueller is szerepet vállalt. A projekt azonban annyira sikeres lett, hogy folytatták, ebből alakult ki 1994-ben a Scooter, mellyel hatalmas sikereket arattak.
1995-ben Nu Love címmel egy egyszámos saját projektet adott ki, ezt leszámítva azonban egyszer sem adott ki sem szólólemezt, sem bármilyen más kiadványt az elkövetkező két évtizedben. Felesége, akivel 1997-ben házasodtak össze, "Nikk" néven a kezdetektől énekel a Scooter-számokban, a Second és Third Chapter idején szinte kizárólagosan ő volt a magasra torzított énekhang (HPV) gazdája. Rick azonban amellett, hogy a hangmérnöki munkák és a zeneszerzés döntő része az ő feladatai voltak, számos Scooter-szám HPV-jét ő adta. 2003-ban egy Ratty-projektnek indult, de végül más álnéven kiadott dalban (Beetle Juice pres. Rick Maniac & Dr. Loop - "Day-O (Banana Boat Song)") tiszta énekhangon is énekel.
2007. augusztus 21-én megszületett kislánya, Keira. Az állandó turnézás és stúdiómunka mellett nem tudott annyi időt tölteni a családjával, amennyit szeretett volna, emellett kicsit el is fáradt, és az utolsó két Scooter-album ("The Big Mash Up" és "Music For A Big Night Out") már kritikailag sem voltak túl sikeresek. Ennek következtében 2013 októberében bejelentette, hogy elhagyja a Scootert. Utolsó közös fellépése a zenekarral 2014. január 24-én volt Hamburgban. Hosszú időre elvonult a nyilvánosság elől, majd 2016-ban újra jelentkezett a bolgár zongoristával, Alekszander Rajcsevvel. Kettejük közös produkciója, az audiovizuális effektekkel bőségesen ellátott és zenekari kísérettel megtámogatott zongorás komolyzenei projekt, a Raytchev & Jordan először az év végén lépett fel.
2018-ban bejelentette, hogy a Leichtmatrose nevű német indie rock-formáció tagja lett, ahol 2025-ig basszusgitáron játszott. 2021-től menedzseli Seraphina Kalze énekesnőt, akinek a dalainak szerzője.

## Diszkográfia
A Scooter szócikk alatt található szerzeményeken kívül a következők fűződnek a nevéhez:
- 1985 – Die Matzingers – Neandertal (album)
- 1991 – S.A.X. – Marrakesh
- 1992 – La Toya – Let's Rock The House (J. Jordan Dub)
- 1993 - Fine Time Poets - Unicorn (album)
- 1994 – Hysteria – The Flood
- 1994 – Community feat. Fonda Rae – Parade (The Loop! mix)
- 1994 – Clinique Team feat. The Hannover Posse – Summer Of Love
- 1994 – Holly Johnson – Legendary Children (The Loop! mix)
- 1994 – Holly Johnson – Legendary Children (Rick's Queer Piano Version)
- 1994 – Toni Di Bart – The Real Thing (The Loop! mix)
- 1994 – Ru Paul – Everybody Dance (The Loop! mix)
- 1994 – Adeva – Respect (The Loop! mix)
- 1994 – Tag Team – Here It Is, Bam! (The Loop! mix)
- 1994 – Crown of Creation – Real Life (album, producerként)
- 1995 – Kosmos feat. Mary K – Codo
- 1995 – Prince Ital Joe feat. Marky Mark – Babylon (The Loop! mix)
- 1995 – Nu Love – Can You Feel The Love Tonight
- 1995 – Chiron – I Show You (The Loop! mix)
- 1996 – Sunbeam – Arms Of Heaven
- 1996 – Revil O – Little Little
- 1996 – Sunbeam – Dreams
- 1996 – DJ Hooligan – I Want You (The Loop! mix)
- 1998 – Clubtone – Put A Little Love In Your Heart (The Loop! mix)
- 1998 – D.O.N.S. feat. Technotronic – Pump Up The Jam (The Loop! mix)
- 1999 – Die Matzingers – Anthology (válogatásalbum, ritkaság)
- 2003 - Beetle Juice feat. Rick Maniac & Dr. Loop - Day-O (Banana Boat Song)
- 2008 – Sheffield Jumpers – Jump With Me
- 2017 - Raytchev & Jordan - postclassicalelectro
- Leichtmatrose - Liebe (2020. április 17.)
- 2020 - Reinhard Mey & Freunde - Nein, Meine Söhne Geb' Ich Nicht (a Leichtmatrose együttessel közösen) (2020. október 16.)
- 2021 - Seraphina Kalze - Du Gibst Mir Kraft
- 2021 - Seraphina Kalze - Auf und Davon
- 2021 - Leichtmatrose - Karma Polizei
- 2021 - Leichtmatrose - Mein Gemälde von Dir
- 2022 - Leichtmatrose - Du Disko
- 2022 - Leichtmatrose - Kawasaki
- 2023 - Seraphina Kalze - Wenn alles wahr
- 2023 - Seraphina Kalze - Mehr Davon!
- 2023 - Leichtmatrose - Wir Kinder vom Bahnhof Adamo
- 2024 - Seraphina Kalze - Im Sommer stirbt man nicht

## Külső hivatkozások
- Hivatalos Scooter oldal